# ロングボウ
ロングボウ（英語: Longbow）は主にグレートブリテン島のウェールズおよびイングランドで使用された弓の事。長弓の一種で狩猟、戦争などに用いられ、名前のとおり長さが4-6フィート（120-180cm）程もある長大なものである。英語表記のLongbowは日本語で長弓と和訳されているが、本来は縦(Long)にして使う弓という意味である（これは、イギリスでも誤解されている）。また、和弓を含めた長尺の弓全般を指す『長弓』の意味も持つが、本項ではWelsh longbowまたはEnglish longbow、則ちウェールズ地方およびイングランド地方で使用されたロングボウの事に関して扱う。
中世、13世紀末から14世紀にかけてロングボウはその絶頂期を迎えたが、火器の普及により廃れる事となった。弓の長さに特に指針と言うものは無いが、ヨーロッパ大陸においては大凡長さ4フィート（120cm）以上のものがロングボウと呼ばれる。
その材質はイチイ及びニレの木が主で、単一の素材で作られており（丸木弓）、その点、中央ユーラシアの遊牧民で使用された動物素材と木素材を張り合わせた短弓や、平安時代中期の10世紀以降に木・竹の複合素材になっていった和弓とは異なっている。

## 起源
イギリスで新石器時代のロングボウがすくなくとも二つ発見されている。文献上の記録としては633年にノーサンブリア王であったエドウィンの息子のオフリドがウェールズ人とマーシア人との間でおきた戦闘の最中に矢によって殺されたのを見る事ができるにもかかわらず、この武器はブリテン島外のヨーロッパ人にとって、ウェールズの弓としてよりイングランドの弓として良く知られている。
基本的な構造としては全時代を通していわゆる単弓であり、イチイの木から作られていたが、表皮側が固く髄側がしなやかであった事から、複合弓程ではないにしても似た性質を持っていた。

## 歴史

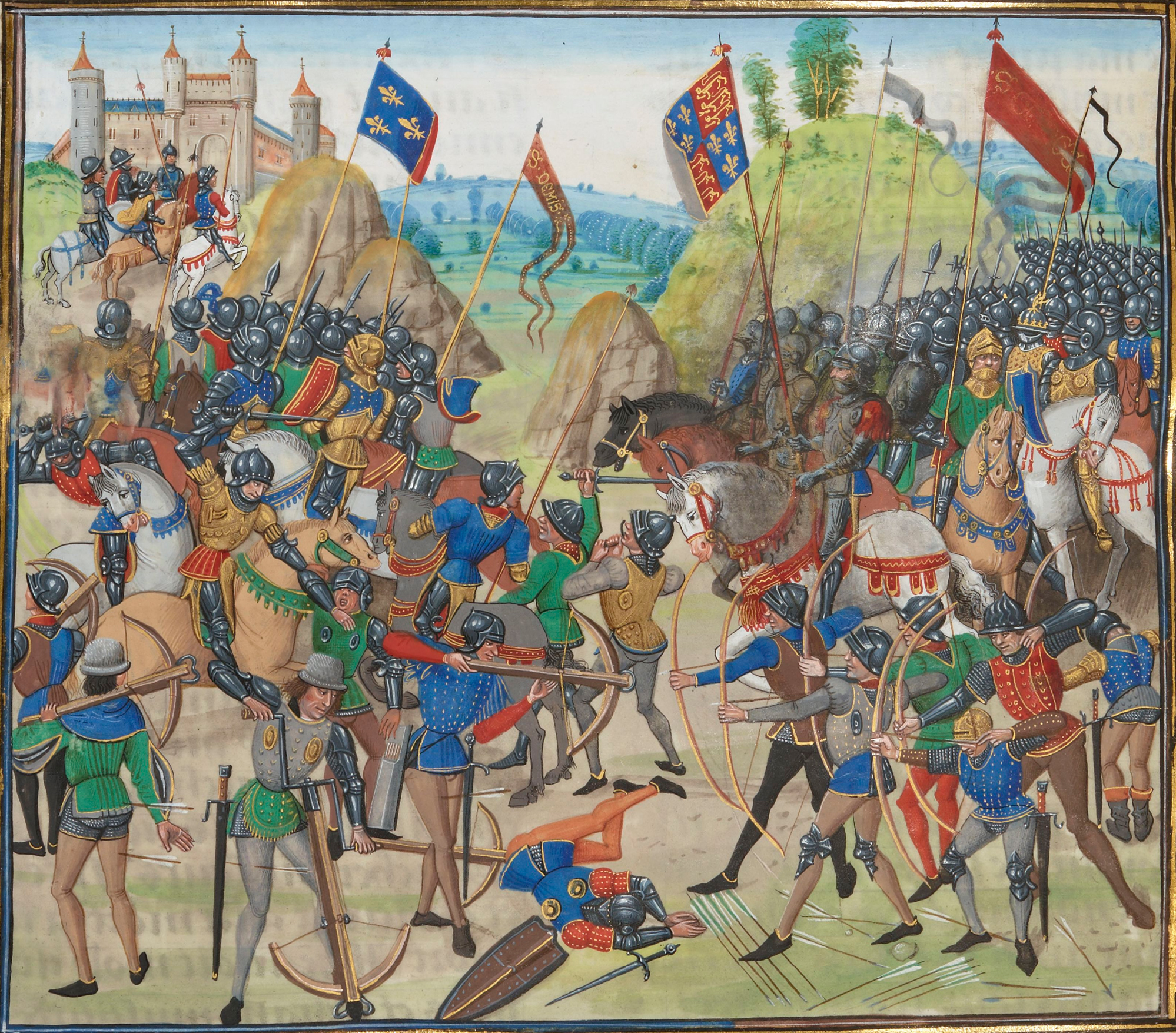
クレシーの戦い（1346年）

十字軍遠征で名高いリチャード1世はこの弓を使用したとされ、シチリア島のメッシナ攻略の際の敵に言わせると、“矢を撃とうにもその前に目を射抜かれてしまえば、誰も城壁の外を見ることができなかった”という。しかし長弓が現在一般に知られるような完成度に達するのは、もっと後の話である。13世紀頃、イングランドがウェールズに侵攻した際にウェールズ弓兵は侵略者にたいしてこの武器を用いて大きな損害を与えた。その被害者であったイングランドは、ウェールズ公国の併合後、この強力な武器を素早く自軍に取り入れた。
この武器はスコットランド独立戦争においてイングランド軍に比べて軽装備のスコットランド軍を大いに苦しめ（例えばフォルカークの戦い）、百年戦争ではクレシーの戦いやアジャンクールの戦いをはじめとする数々の戦いのなか、速射において長弓に劣る弩（クロスボウ）を使っていたフランス軍相手に目覚しい効果を挙げた。その射程は500メートルを越えたという。ただし、扱いには弩以上に訓練を要する為、戦争が長引くと多くの名射手が戦死していき、さほど訓練を要しない弩を比較的多く用いていたフランス軍が最終的に形勢を逆転するに到った。
その後、銃の登場により徐々に衰退するが、それでも初期のマスケット銃よりは威力に優れており、17世紀初頭まで存続した。17世紀以降廃れるのは、威力においてマスケット銃に劣ったというよりも、むしろ習得の困難さゆえであった。そのため、17世紀中期のピューリタン革命において、どちらかの陣営がマスケット銃ではなくロングボウを活用できていたならば、たやすく勝利を飾ることが出来たであろうとも言われる。

## 用法
ロングボウを引くために必要な力はしばしば45kgw（100lbf）を超えたため、その習熟は困難を極めた。
イングランドでは自由農民であるヨーマンに給料を出して修練させ、その結果として弓兵の体格は左胸等が発達し左右の体型に著しい差異が生ずるほどであったといわれる。ロングボウ弓兵の遺骨を研究した結果、長年に渡って強大な圧力を受けるため、弓持つ左腕の肥大、左手首、左肩および弦を引く右指に骨組織増殖（骨棘）が多発するなど状況が確認された。現代日本における弓道選手に見られる整形外科的障害と類似する。
戦争時にロングボウに使われた矢は、鑿（のみ）や鏨（たがね）を意味するチゼル（chisel）や千枚通しを意味するボドキン（bodkin）を冠して呼ばれ、そのやじりは縦長の四角錐型をしていた。材質に鋼を使用しており、この非常に鋭く硬いやじりはメイルの輪の隙間等に突き刺さり相手にひどい傷を与えた。そのため、平和な時代には、一部地域においてこれらのやじりを持ち歩く事は、絞首刑に処される程の犯罪行為とされた。

## 戦術
ロングボウを利用した戦術は歴史の項で述べたとおり、現在のイギリスで発展し、スコットランド独立戦争を通じて洗練され、百年戦争でその効果を遺憾なく発揮した。
弓兵は接近戦を苦手とし、特に騎兵による突撃戦法には非常に脆い一面がある。
この弱点を補うために、地面に木の杭を打ち込んで簡易バリケードにするなど、相手の突撃を防ぐ備えを作ってその後方に弓兵隊を配置した。
ロングボウを利用する陣形は中央に歩兵部隊を配置し、その両翼に相手を包み込むようにハの字に弓兵を配置する。
イングランドではこの際に大量の熟練した弓兵を集中投入し狭い間隔で立って並ばせ、狙撃には時間を掛けず一分間に10-12射という早さで次々と矢を放ち、敵陣に矢の雨を降らせて弾幕を張る戦法をとった。フランス軍が得意とする、射程や貫通力そして誰でも扱える簡便性ではロングボウに勝っているクロスボウに対しても優位は揺るがず、テレビ番組の検証ではクロスボウが1射行ううちにロングボウは7射以上射つことができた。
以上のように、ロングボウを利用した戦術は、障害物等の設置にある程度の準備期間を必要とし、また障害物を迂回されないような地形を戦場として設定する必要があるため、必然的に防御的な受身の戦いを余儀なくされた。
また、準備を整えられる前に攻撃を受けることにも弱く、夜襲や朝駆け等の奇襲攻撃に対しては十分な効果を発揮できなかった。

## 参考資料
- 『改訂増補 刀工総覧』川口陟・飯田一雄（校訂）　刀剣春秋新聞社・宮帯出版社（発売） ISBN 9784885830082
- 『金工事典』若山泡沫・飯田一雄（校訂）　刀剣春秋新聞社・宮帯出版社（発売） ISBN 9784885830174
- 『アイテム・コレクション』 安田均・グループSNE 富士見文庫 ISBN 9784829142271
- 『図説 西洋甲冑武器事典』三浦権利 柏書房 ISBN 9784760118427
- 『武器辞典』 市川定春 新紀元社 ISBN 9784883172795
- 『武器と防具・日本編』 戸田藤成 新紀元社 ISBN 9784883172313
- 『武器と防具・中国編』 篠田耕一 新紀元社 ISBN 9784883172115
- 『武器と防具・西洋編』 市川定春 新紀元社 ISBN 9784883172627
- 『武勲の刃』 市川定春・怪兵隊 新紀元社 ISBN 9784915146237
- 『魔導具事典』 山北篤・稲葉義明 新紀元社 ISBN 9784775300350
- 『図説・日本武器集成』決定版 歴史群像シリーズ 歴史群像シリーズ編集部 編 学習研究社 ISBN 9784056040401
- 『図説・中国武器集成』決定版 歴史群像シリーズ 歴史群像シリーズ編集部 編 学習研究社 ISBN 9784056044317
- 『刀剣甲冑手帳』 刀剣春秋編集部 編　刀剣春秋新聞社・宮帯出版社（発売） ISBN 9784863660632
- 『中国武術兵器法』 青木嘉教 愛隆堂 ISBN 9784750202334
- 『隠し武器総覧』 名和弓雄 壮神社 ISBN 9784915906367
- 『図解隠し武器百科』 名和弓雄 壮神社 ISBN 9784404008077
- 『【決定版】図説忍者と忍術 忍器・奥義・秘伝集』 歴史群像シリーズ 歴史群像シリーズ編集部 編 学研マーケティング ISBN 4056048142
- 『【決定版】忍者・忍術・忍器大全』 都市鉄道研究会 著 歴史群像編集部 編 学習研究社 ISBN 4054041205